# La Burlesque Équipée du cycliste
The Wheels of Chance
La Burlesque Équipée du cycliste (titre original en anglais : The Wheels of Chance) est un roman de jeunesse de H. G. Wells, relatant une randonnée cycliste dans le sud de l'Angleterre durant le mois d'août 1895, dans une veine humoristique comparable à celle de Trois hommes dans un bateau de Jerome K. Jerome (1889). Il est publié en 1896 par J. M. Dent & Co.

## Résumé et contexte
Cette comédie raconte les vacances estivales à bicyclette d'un petit employé d'un magasin de tissus londonien. Dans son trajet vers la côte sud, son chemin croise par hasard à plusieurs reprises celui d'un couple étrange qui semble se diriger dans la même direction. Il tombe sous le charme de la jeune fille, prénommée Jessie.

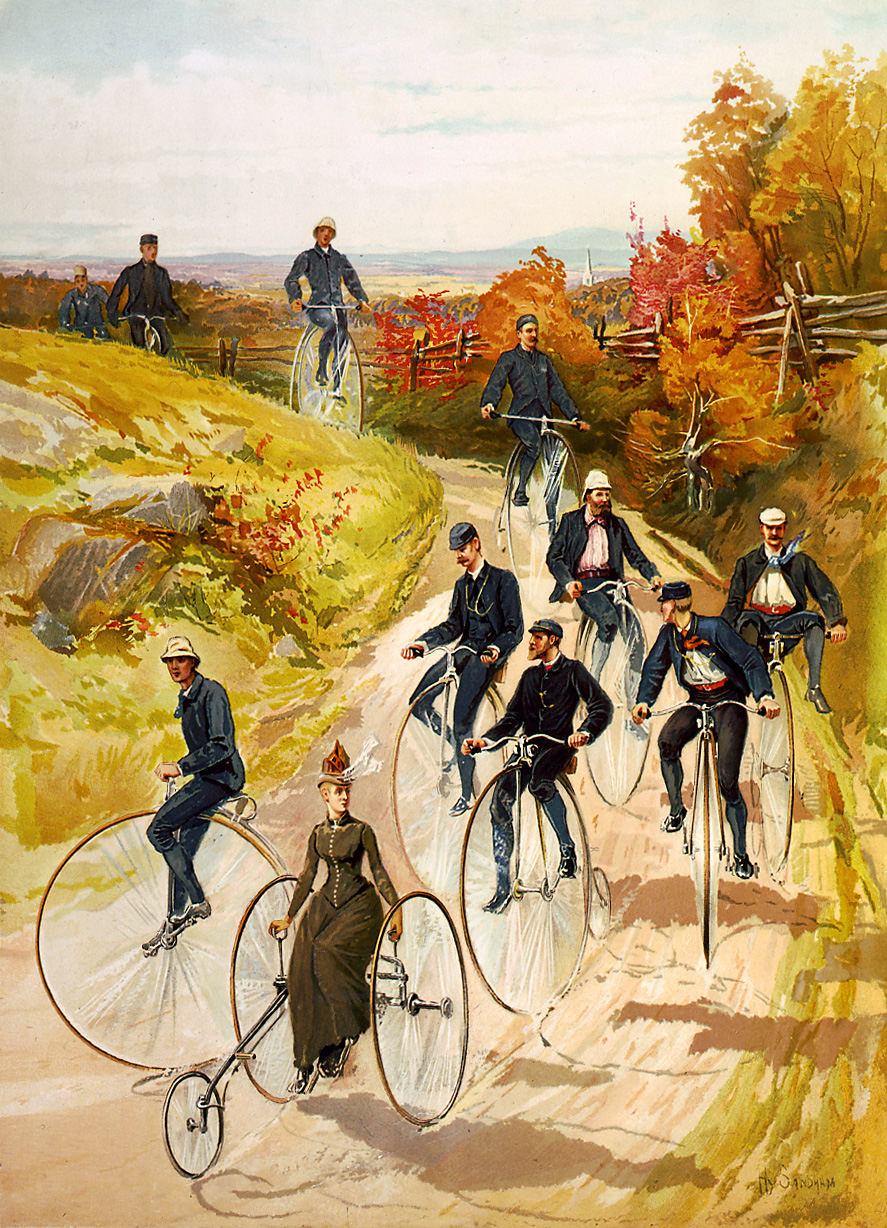
Aquarelle de Hy Sandham illustrant une randonnée cycliste dans la campagne anglaise à la fin des années 1880. Une femme en tricycle est suivie par plusieurs hommes montant des grands-bis.

La rédaction du livre date du sommet de la « folie du cyclisme » (1890-1905), lorsque des bicyclettes à la fois pratiques et confortables devinrent pour la première fois largement accessibles à un prix modique, et avant les débuts de l'automobile. L'avènement de la bicyclette met en branle de brusques et profonds changements dans la société anglaise. Les membres de la classe ouvrière sont en mesure de parcourir des distances appréciables, de manière à la fois rapide et peu onéreuse, et l'idée même de voyage pour le plaisir se présente pour la première fois comme une possibilité à des milliers de personnes. Cette liberté nouvelle, touchant un nombre considérable d'individus, commence à fissurer la rigide structure de la société de classes anglaise et donne une impulsion particulière au mouvement existant vers l'émancipation féminine. Dans l'histoire racontée ici, Wells explore ces changements sociétaux.

## Intrigue
Le héros de l'histoire, Mr Hoopdriver,, est un petit vendeur employé dans un magasin de tissus dans le quartier londonien de Putney. Le poste qu'il occupe est mal payé et peu valorisant (c'est aussi l'un des métiers que Wells lui-même a brièvement pratiqués). Cependant, il possède sa propre bicyclette et prépare une randonnée cycliste sur la Southern Coast pour ses dix jours de vacances annuelles.
Hoopdriver surmonte les frustrations de son existence quotidienne en s'évadant par l'imagination dans un monde de fantaisie. Il ne fait preuve d'aucun talent pour monter sa bicyclette de 43 livres et à travers sa maladresse transparaissent à la fois les hésitations de Wells lui-même dans sa manière de décrire le système de classes anglais et son regard critique sur cette société. Néanmoins, le personnage de Hoopdriver est traité de manière sympathique : « Mais si vous avez saisi comment un simple calicot, un jocrisse monté sur roulettes, et un sot par-dessus le marché, en arriva à percevoir les petites insuffisances de la vie, et s'il a, dans une mesure quelconque, gagné votre sympathie, mon but est atteint »,.
L'aventure estivale de Hoopdriver commence de façon lyrique : « Ceux-là seuls qui peinent six longs jours sur sept et toute l'année durant, sauf une brève mais glorieuse série de dix ou quinze jours d'été, ceux-là seuls connaissent les délicieuses sensations du premier matin de congé. Toute la morne et fastidieuse routine s'éloigne de vous brusquement, vous voyez vos entraves tomber à vos pieds. [...] Il y avait des merles sur la route de Richmond, et une alouette dans le parc de Putney. Tout l'air était rafraîchi de rosée ; et la rosée (à moins que ce ne fussent les restes d'une ondée nocturne) étincelait gaiement sur les feuilles et sur l'herbe. [...] Il conduisait sa machine à la main dans le parc de Putney Hill, et son cœur chantait en lui. »,.

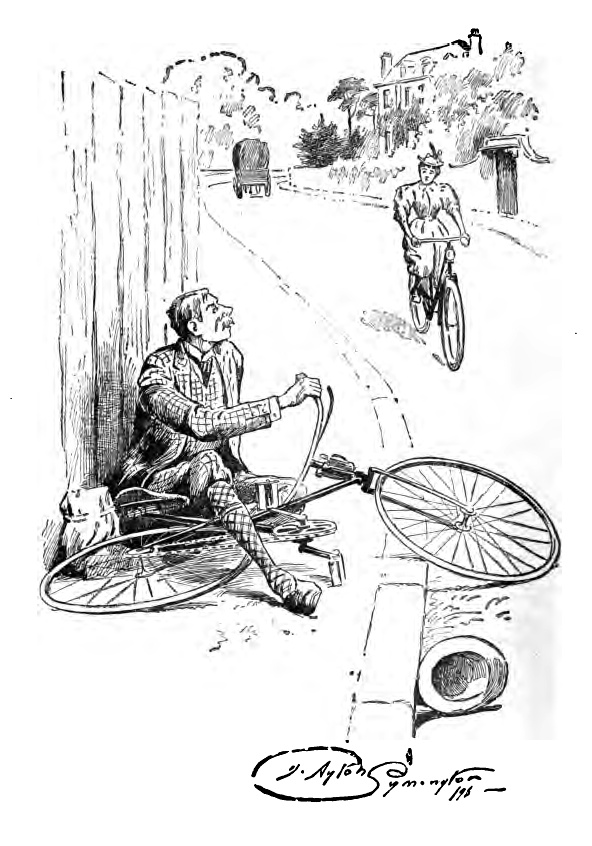
La première rencontre de Hoopdriver et de la Jeune Dame en Gris au chapitre 5. She had turned round and come back to him. The warm sunlight now was in her face. "Are you hurt?" she said (elle avait fait demi-tour pour revenir vers lui. La chaude lumière du soleil éclairait maintenant son visage. Vous êtes blessé ? demanda-t-elle.)

Il fait dès le premier jour la rencontre d'une séduisante jeune fille vêtue de gris qui circule comme lui à bicyclette et porte des rationals (une jupe-culotte de type bloomers).

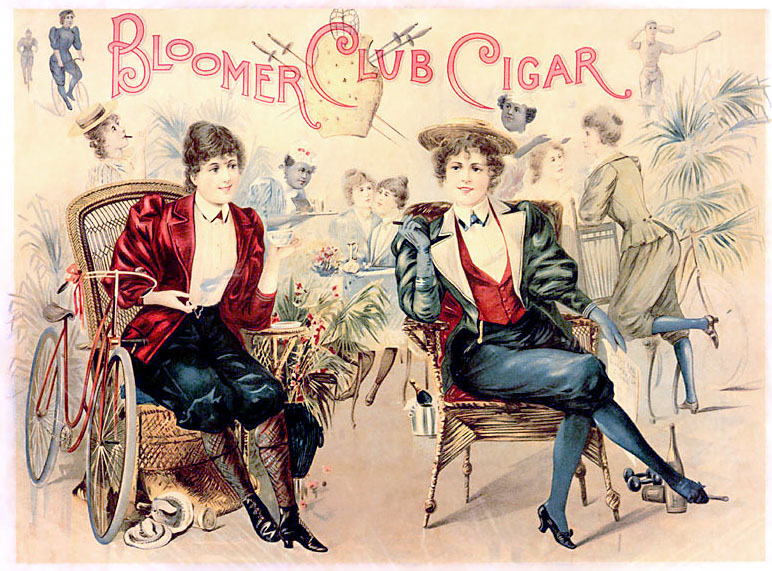
Jupes-culottes de cycliste « rationnelles», ou bloomers (rationals) en vogue au début du XXe siècle, du type porté par Jessie Milton (la jeune Dame en gris) dans le roman.

Il n'ose pas engager d'emblée la conversation avec celle qu'il appelle « la Jeune Dame en Gris » (The Young Lady in Grey) mais leurs chemins se croisent ensuite régulièrement. On apprend finalement qu'elle se nomme Jessie Milton, n'est âgée que de dix-sept ans, et qu'elle a fui sa belle-mère vivant à Surbiton, avec la complicité d'un homme plus âgé et sans scrupules, un certain Bechamel (traduit en français par Beauchamp) entre les mains duquel elle risque « la ruine ». Bechamel a promis à la naïve Jessie de l'aider à s'établir dans une vie indépendante mais en réalité n'a d'autre intention que de la séduire. De manière ironique cette fuite a été, en partie, inspirée à la jeune fille par les idées libérales non conventionnelles contenues dans les romans populaires dont sa belle-mère est l'auteur.

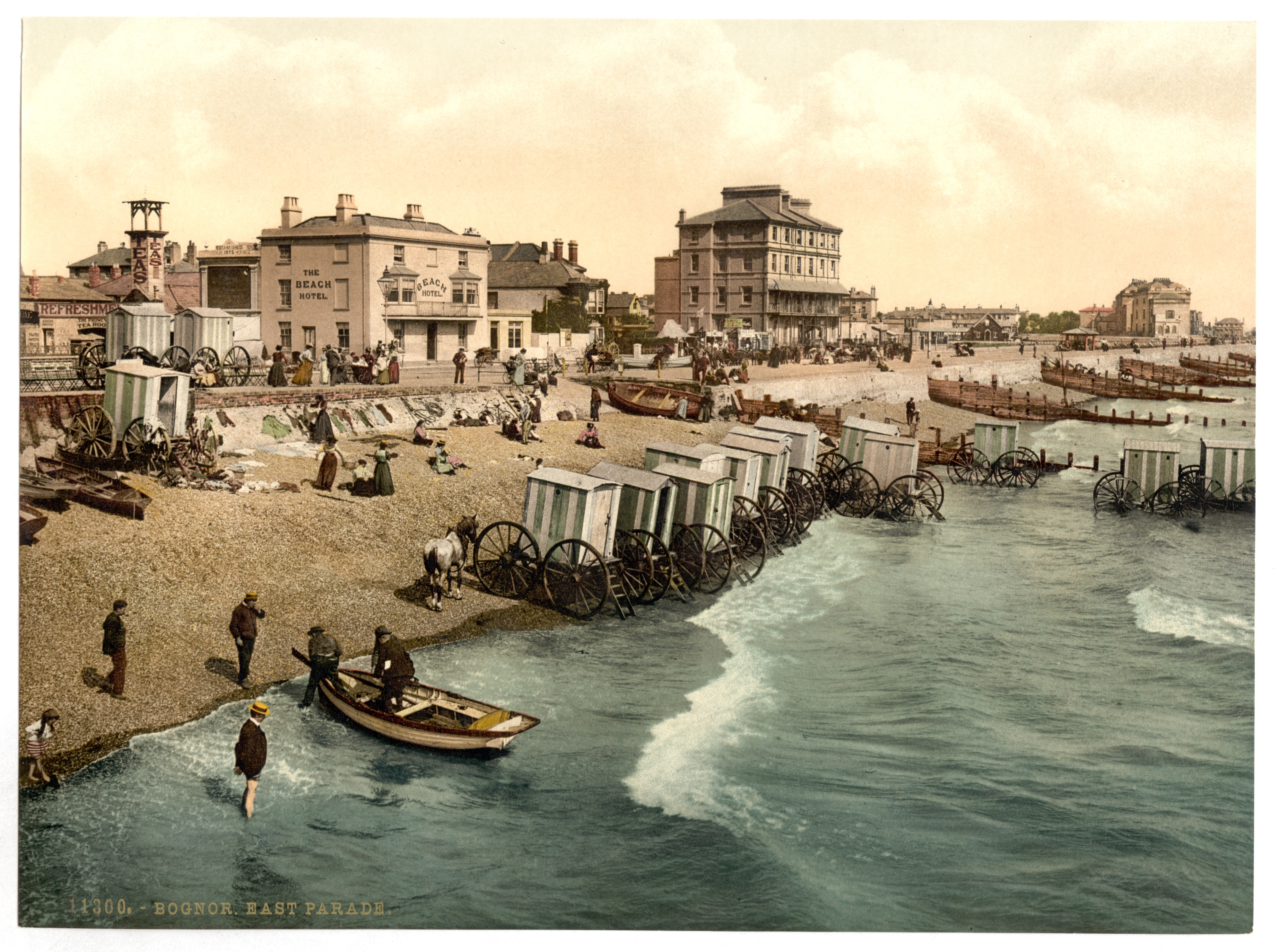
La plage dEast Parade à Bognor Regis, entre 1890 et 1900. Plusieurs roulottes de bain sont visibles sur la plage.

Presque sans s'en rendre compte, Hoopdriver la tire des griffes de Bechamel et ils poursuivent ensemble leur voyage cycliste à travers le sud de l'Angleterre. Gêné de dévoiler sa situation réelle, Hoopdriver s'invente d'abord des origines sud-africaines et une vie de confort et de richesse jusqu'à ce que la honte l'amène à confesser sa vraie vie. Mais il se montre aussi courageux en administrant une correction à un villageois insolent pour avoir proféré une insulte grossière visant la jeune fille.
Cette rencontre inspire à Hoopdriver le désir de devenir meilleur, en même temps que des sentiments impossiblement romantiques à l'égard de Jessie. Finalement un groupe composé de sa belle-mère, de certains des admirateurs de cette dernière et de son ancienne institutrice parvient à les rattraper. Jessie rentre à la maison et Hoopdriver retrouve la draperie Emporium of Messrs. Antrobus & Co., mais Jessie lui a promis de lui envoyer quelques livres et lui a laissé entrevoir un vague espoir que « d'ici six ans les choses peuvent être différentes ».
L'éducation livresque et romantique de Jessie l'a maintenue dans l'ignorance des réalités de la vie, ce qui explique sa crédulité face à la comédie des histoires improvisées, mi-astucieuses mi-ridicules de Hoopdriver sur la vie en Afrique. Mais elle-même a aussi ses propres aspirations à une vie indépendante : « Elle allait vivre sa propre Vie avec emphase » (« She was going to Live her Own Life, with emphasis ». L'intention de H.G. Wells dans La Burlesque Équipée du cycliste pourrait être interprétée comme satirique si la situation de ses personnages n'était pas aussi proche de la propre histoire de l'auteur et de celle de sa seconde femme, Catherine Robbins.

## Lieux de l'action

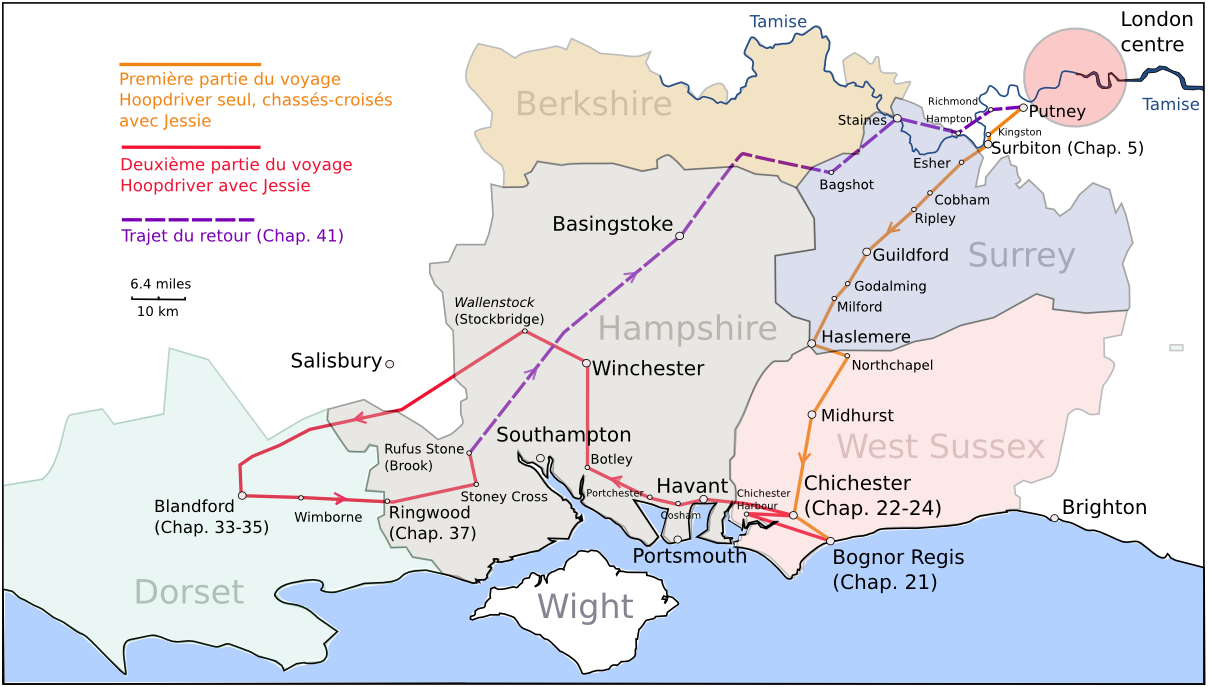
L'itinéraire de Mr Hoopdriver. Les principales localités mentionnées dans le texte sont indiquées sur cette carte. Certaines portions du trajet ne peuvent être reconstituées avec certitude : entre Stockbridge et Blandford d'une part, où il n'est question, au début du chapitre 33, que d'un mouvement tournant très compliqué [dans le comté de Dorset], afin d'atteindre Ringwood (an elaborate doubling movement through Dorsetshire towards Ringwood) ; au début du dernier chapitre d'autre part, où la route empruntée par Hoopdriver entre la Rufus Stone et Basingstoke n'est pas détaillée.

Wells décrit dans son intrigue des lieux réels, et l'on[style à revoir] peut suivre sur une carte l'itinéraire complet des protagonistes. Parmi les localités traversées, on[style à revoir] peut citer :
- Surbiton, où, au chapitre 5, Hoopdriver rencontre pour la première fois Jessie ;
- Cobham ;
- Ripley, où Hoopdriver se repose et se restaure à la taverne de la Licorne (The Unicorn), tandis que Jessie et Bechamel font halte à l'auberge du Dragon Doré (The Golden Dragon). Cette bourgade située sur l'ancienne route de Portsmouth était, en 1887, considérée par le vicomte Bury, président de la National Cyclists' Union, comme « la Mecque de tous les bons cyclistes »[7],[8]. C'est ainsi que la route de Londres à Ripley était à l'époque de la rédaction du roman l'une des plus fréquentées par les cyclistes en Angleterre. La distance de 23 miles séparant Ripley de la capitale pouvait être parcourue en un aller-retour d'une journée par les meilleurs d'entre eux. Wells a modifié  le nom de la taverne de l' Ancre (Anchor) en celui de Licorne[9]. Le village de Ripley sera à nouveau mentionné par Wells un an seulement après la parution de ce récit cycliste dans son roman d'anticipation au ton très différent La Guerre des mondes, publié sous la forme de feuilleton dans le Pearson's Magazine en 1897. On y voit un des tripodes martiens détruire le parc de Painshill (en) après avoir échappé au tir des cannoniers postés à Ripley[10].

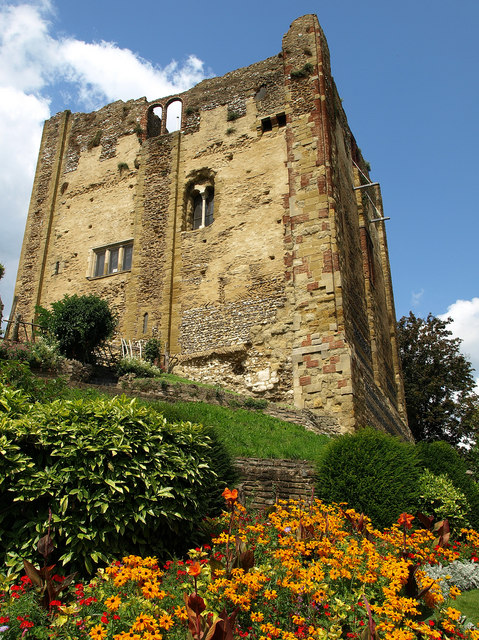
le château de Guildford. Guildford est une vieille ville tout à fait agréable. Elle possède un beau château, tout tapissé de lierre, et son hôtel de ville date du temps des Tudor(Guildford is an altogether charming old town, famous, so he learnt from a Guide Book, as the scene of Master Tupper's great historical novel of Stephen Langton, and it has a delightful castle, all set about with geraniums and brass plates commemorating the gentlemen who put them up, and its Guildhall is a Tudor building, very pleasant to see)

- Guildford, où, au sommet du donjon des ruines du château, se produit la quatrième rencontre de la Jeune Dame en Gris, avec Hoopdriver (chapitre 9) ;
- Godalming ;
- Milford ;
- Haslemere ;
- Midhurst ;
- Chichester ;
- Bognor : c'est dans cette station balnéaire du Sussex occidental, à l'hôtel de la Vigogne (« Vicuna Hotel ») que Hoopdriver vient au secours de Jessie et l'aide à s'enfuir ;
- Chichester Harbour ;
- Havant ;
- Botley (Hampshire) ;

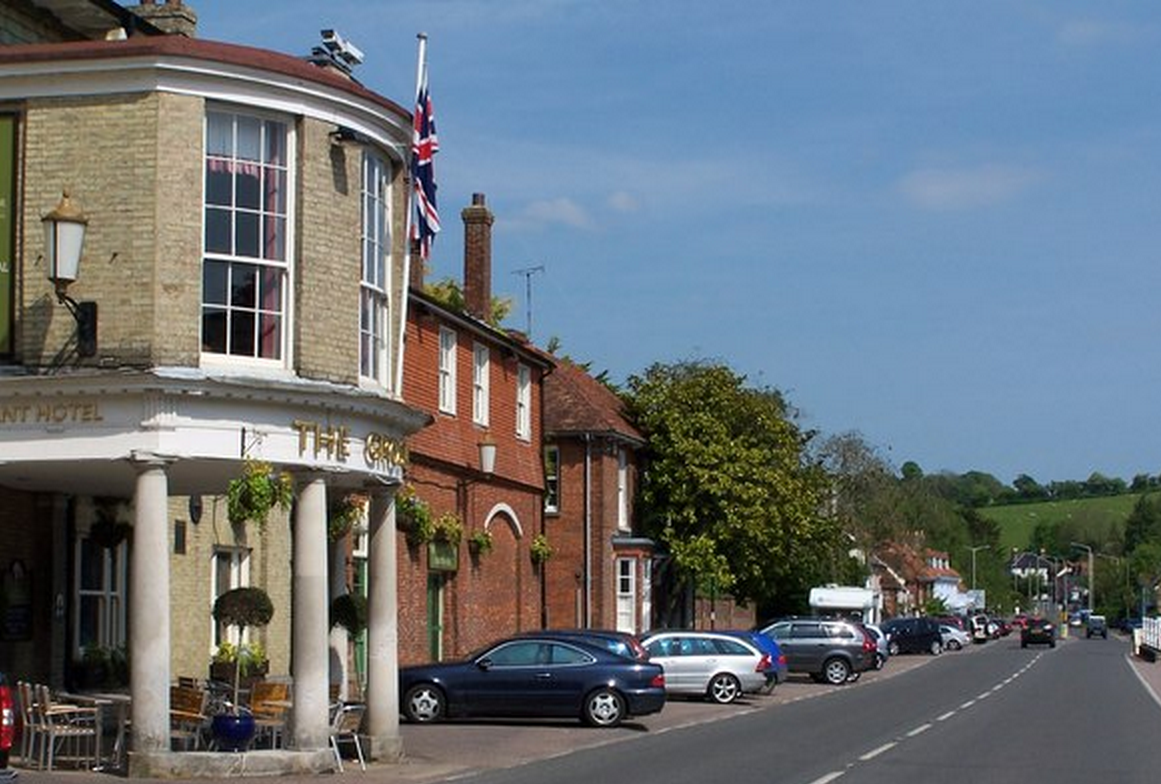
Vue en direction de l'est (c'est-à-dire vers Winchester) depuis une auberge de Stockbridge bordant la route principale, comme celle décrite par Wells dans le hameau fictif de Wallenstock.

- le hameau de Wallenstock : il s'agit du seul toponyme fictif de l'histoire. On[style à revoir] peut cependant facilement y reconnaître, d'après les indications données dans le texte, la bourgade de Stockbridge[11] une dizaine de kilomètres au nord-ouest de Winchester, sur la route de Salisbury dans lequel, « dans une auberge de village d'apparence exceptionnellement prospère » (« in an exceptionally prosperous-looking village inn »), Hoopdriver venge l'honneur de Jessie en se battant avec le villageois Charlie (chapitre 32) ;
- Blandford :  c'est dans ce village du Dorset que Hoopdriver, à l'auberge du faisan doré (Golden Pheasant) avoue sa véritable identité à Jessie ;
- Ringwood ;
- Stoney Cross ;
- la Rufus Stone, une stèle commémorative de la mort de Guillaume le Roux érigée dans le hameau de Brook à l'intérieur du parc national New Forest (où Hoopdriver fait ses adieux à Jessie).

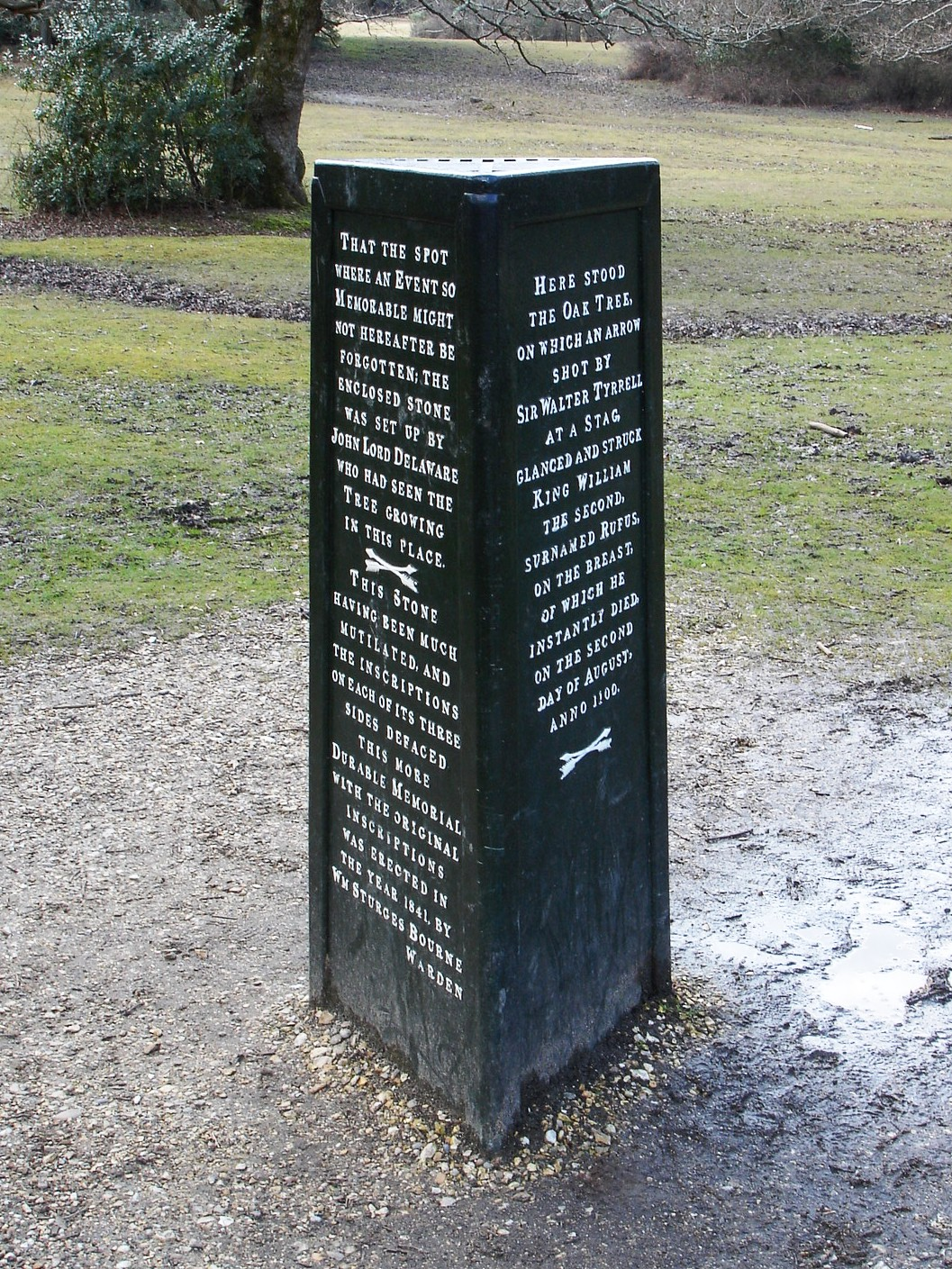
La Rufus stone, hameau de Brook, situé au cœur du parc national New Forest dans le
Hampshire, terme du voyage cycliste et de l'idylle de Mr Hoopdriver.

## Adaptation
Le roman a été adapté au cinéma en 1922 par Harold M. Shaw sous le titre The Wheels of Chance avec George K. Arthur dans le rôle de Hoopdriver et Olwen Roose dans le rôle de Jessie.